# Valentino Mastrozzi
Valentino Mastrozzi (Terni, 25 de julho de 1729 - Roma, 13 de maio de 1809) foi um cardeal italiano.

## Biografia
Nasceu em Terni em 25 de julho de 1729. De família nobre.
Completou seus estudos eclesiásticos.
Ordenado (nenhuma informação encontrada). Admitido na prelatura romana em setembro de 1758. Secretário da SC do Bom Governo. Clérigo da Câmara Apostólica. Prefeito da Annona .
Criado cardeal sacerdote no consistório de 23 de fevereiro de 1801; recebeu chapéu vermelho, 26 de fevereiro de 1801; e o título de S. Lorenzo em Panisperna, 20 de julho de 1801. Camerlengo do Sagrado Colégio dos Cardeais, 1809 a 1810.
Morreu em Roma em 13 de maio de 1809. Exposto na igreja de S. Marcello e enterrado em seu título.